# Аміт Гулузаде
Аміт Гулузаде (азерб. Amit Quluzadə; нар. 20 листопада 1992, Баку) — головний тренер команди «Карадаг» в минулому азербайджанський футболіст.

## Клубна кар'єра
У дорослому футболі дебютував 2009 року виступами за команду «Нефтчі», в якій провів два сезони, взявши участь у 10 матчах чемпіонату і у сезоні 2010/11 став чемпіоном Азербайджану.
У сезоні 2011/12 виступав у другому за рівнем дивізіоні Туреччини за «Кайсері Ерджієсспор», після чого повернувся на батьківщину, де грав за «Раван» та «Габалу».
У сезоні 2014/15 виступав у другому за рівнем дивізіоні Португалії за «Атлетіку» (Лісабон), але після пониження команди у класі повернувся до Азербайджану і наступні півтора року грав за «Сумгаїт».
11 січня 2017 року Гулузаде підписав дворічний контракт з грецькою «Ларисою», втім вже 4 травня 2017 року він залишив команду за взаємною згодою після того, як зіграв лише у 4 матчах.
У другій половині 2017 року грав на батьківщині за «Сабаїл», а на початку 2018 року перейшов у косовську «Дріту» (Г'їлані), з якою того ж року став чемпіоном Косово.
Два сезони відіграв за молдовський «Мілсамі».

## Виступи за збірні
Протягом 2009—2011 років залучався до складу молодіжної збірної Азербайджану. На молодіжному рівні зіграв у 7 офіційних матчах, забив 1 гол.
29 травня 2010 року дебютував в офіційних іграх у складі національної збірної Азербайджану в товариському матчі з збірної Македонії.

## Тренерська кар'єра
Гулузаде був призначений головним тренером клубу «Карадаг» у вересні 2024 року.

## Досягнення
- Чемпіон Азербайджану: 2010/11
- Чемпіон Косова: 2017/18